# Chropyně
Chropyně (hanácky Chropyň, německy Chropin) je město v okrese Kroměříž ve Zlínském kraji. Leží sedm kilometrů severně od Kroměříže. Žije tam přibližně 4 600 obyvatel. Nachází se tam zámek a kostel svatého Jiljí.

## Název
Jméno osady bylo odvozeno od osobního jména Chrop (to je zvukomalebného původu) a znamenalo "Chropova ves". Nářeční podoba jména (zaznamenaná i v některých středověkých, raně novověkých i moderních dokladech) je Chropyň nebo Chropín. V lidovém pojetí je jméno spojeno s nářečním chrapat ("bouchat, tlouct"). Protože hlučnost bývá obecně považována za neslušnost, bylo později vytvořeno lidové úsloví „být v Chropíně na móresech“, totiž chovat se neslušně.

## Historie
První písemná zmínka o městě pochází z roku 1261, kdy Smil ze Střílek daroval osadu nově založenému cisterciáckému klášteru Smilheim ve Vizovicích. Od roku 1567 vlastnili chropyňské zboží Haugvicové z Biskupic, od roku 1581 Černičtí z Kácova, po roce 1595 Pražmové z Bílkova a roku 1615 je koupil kardinál František Ditrichštejn. O dva roky později panství směnil olomouckému biskupství a v jeho majetku zůstalo až do revoluce 1848–1849 znamenající zánik feudálních vztahů.
Nástup průmyslové civilizace znamenal konec starého, patriarchálního světa Hané. V roce 1868 je v místě vybudován velký cukrovar, o rok později se Chropyně dotkla železnice Brno – Přerov. Cukrovar byl v roce 1949 přebudován na závod Technoplast, známý výrobou podlahovin, koženek a dalších plastů. Nyní odštěpný závod Fatry. Velká továrna výrazně ovlivnila život obce – zvýšil se počet obyvatelstva, změnilo se jeho sociální složení, původní jádro obklopila satelitní čtvrť známých činžovních domů a konečně v roce 1970 byla Chropyně prohlášena městem.

## Zajímavosti
Dle pověsti se zde narodil i král Ječmínek. V 15. a 16. století páni z Ludanic vybudovali rybníky, podpořili Jednotu bratrskou a zřídili bratrskou šlechtickou školu. Nyní je vyobrazen příběh krále Ječmínka na zdech v centru města. K Chropyni je připojena i místní část Plešovec. Zámecký neboli Chropyňský rybník je národní přírodní památkou a to od roku 1954. Jednou za dva roky je zde už tradičně pořádána akce zvaná Chropyňské hrátky. Chropyně je také známá pořádáním tradičních Hanáckých slavností. Městské koupaliště prošlo v letech 2007/2008 generální rekonstrukcí.

## Obyvatelstvo

### Struktura
Vývoj počtu obyvatel za celou obec i za jeho jednotlivé části uvádí tabulka níže, ve které se zobrazuje i příslušnost jednotlivých částí k obci či následné odtržení.
| Místní části   | Místní části  | 1869  | 1880  | 1890  | 1900  | 1910  | 1921  | 1930  | 1950  | 1961  | 1970  | 1980  | 1991  | 2001  | 2011  | 2021  |
| -------------- | ------------- | ----- | ----- | ----- | ----- | ----- | ----- | ----- | ----- | ----- | ----- | ----- | ----- | ----- | ----- | ----- |
| Počet obyvatel | část Chropyně | 2 006 | 2 381 | 2 498 | 2 890 | 3 041 | 2 953 | 2 972 | 2 470 | 3 137 | 3 462 | 5 021 | 5 388 | 5 256 | 4 905 | 4 587 |
| Počet domů     | část Chropyně | 183   | 283   | 301   | 369   | 389   | 398   | 516   | 562   | 580   | 630   | 643   | 770   | 761   | 811   | 836   |

## Městská správa

### Části města
- Chropyně
- Plešovec

### Městské symboly
Znak a vlajka byly městu uděleny rozhodnutím předsedy Poslanecké sněmovny Parlamentu České republiky dne 9. května 1995.

## Pamětihodnosti
- Zámek, na místě vodní tvrze, přestavěný kolem roku 1615 a pak v letech 1701–1703 podle projektu Giovanni Pietro Tencally. Po polovině 19. století z něj arcibiskup kardinál Bedřich z Fürstenberka vytvořil lovecký zámeček. Dnes je využíván jako muzeum.[10]
- Kostel svatého Jiljí z roku 1772, neodmyslitelně k němu patří varhany, o kterých je zmínka až v roce 1844
- Pomník u kostela s nápisem: "Hanácká půda vrácena Hanákům 21. X. 1923".
- Kamenný kříž z roku 1903 věnovaný Františkem Tomečkem.
- Nachází se zde ulice Hrad, která je pojmenována podle Hradu, který zde dřív stával. Dnes tu jsou jen rodinné domy a zahrádky.

## Galerie

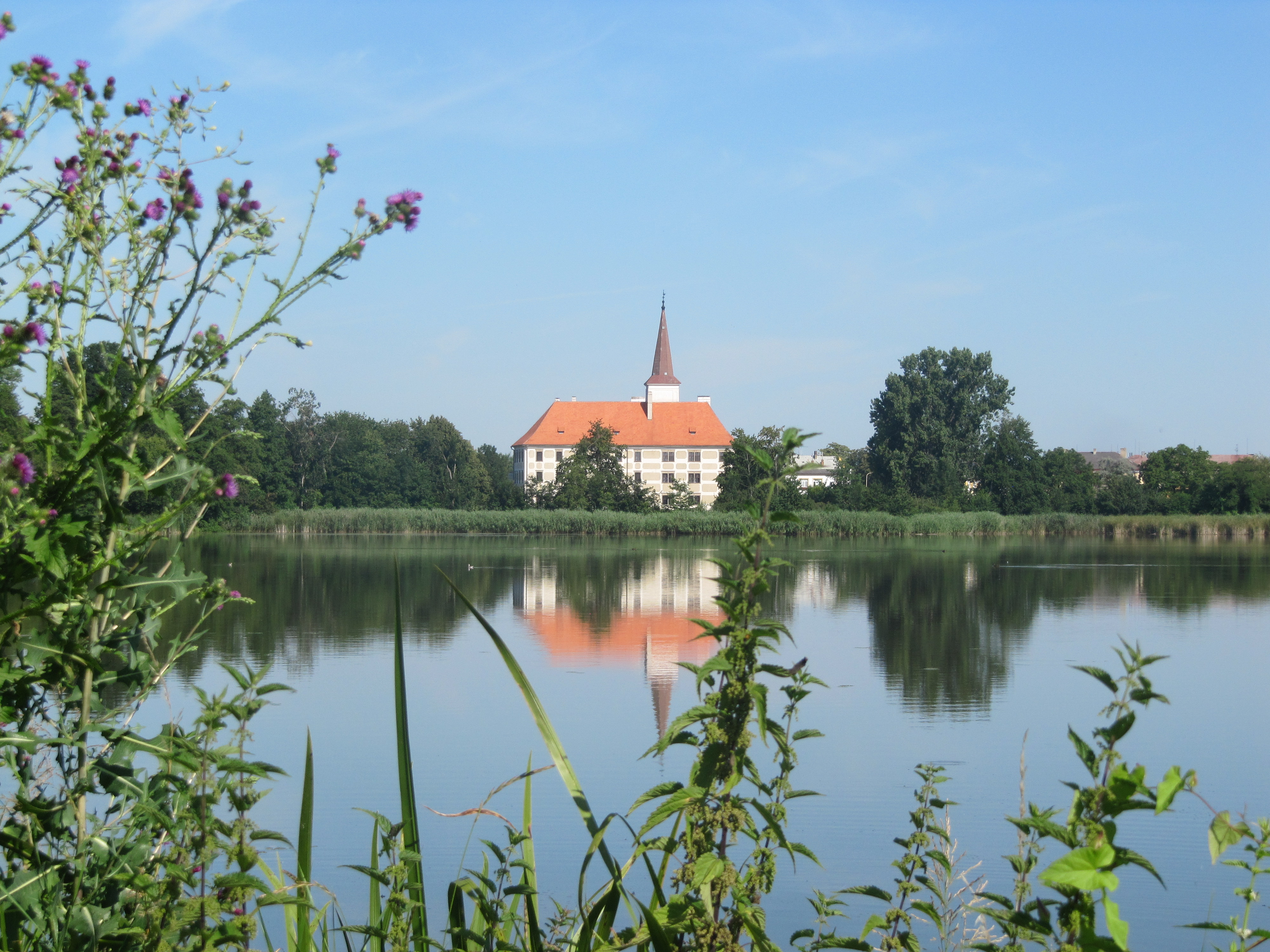
Chropyňský rybník
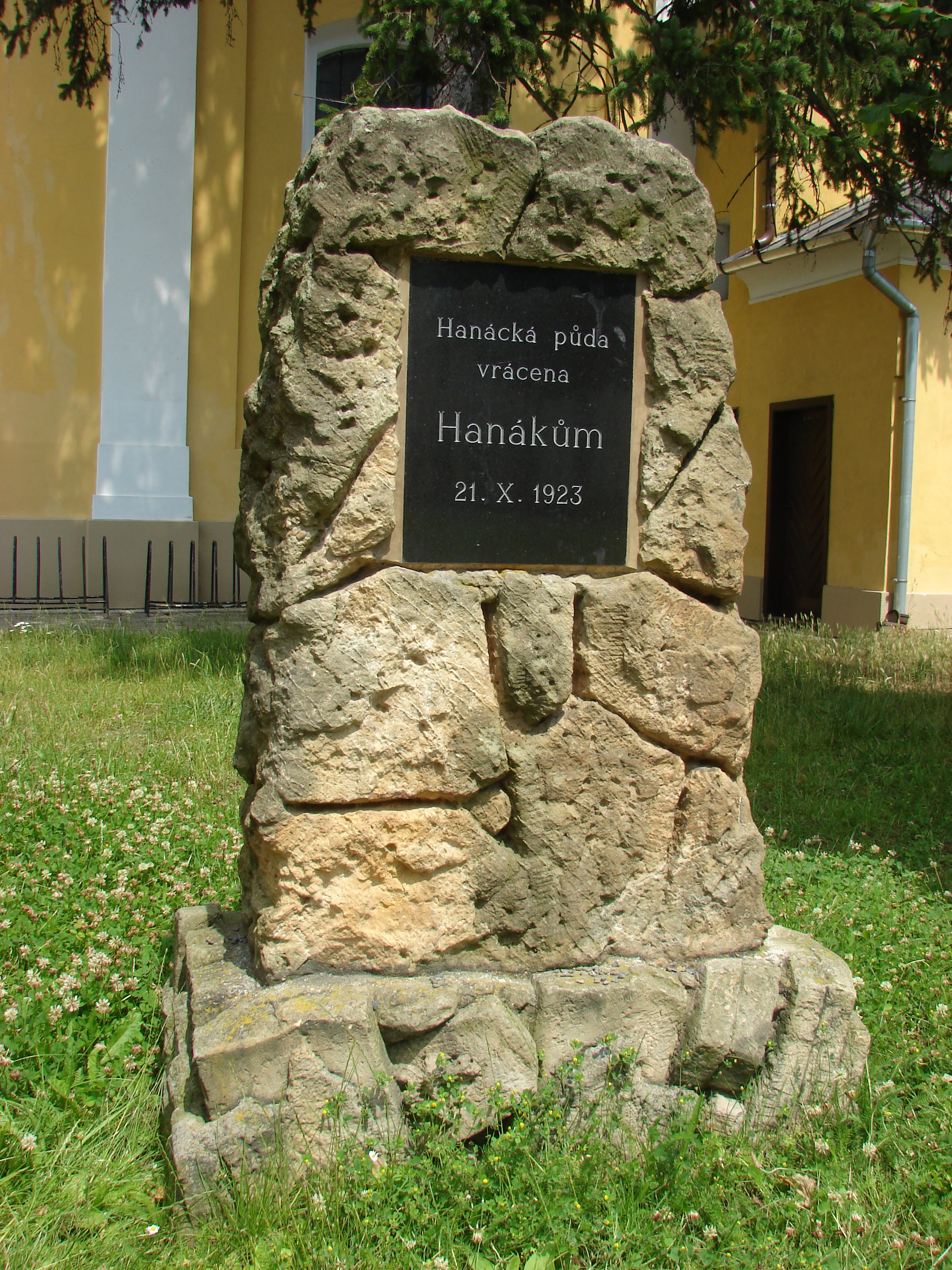
Chropyně pomník z roku 1923
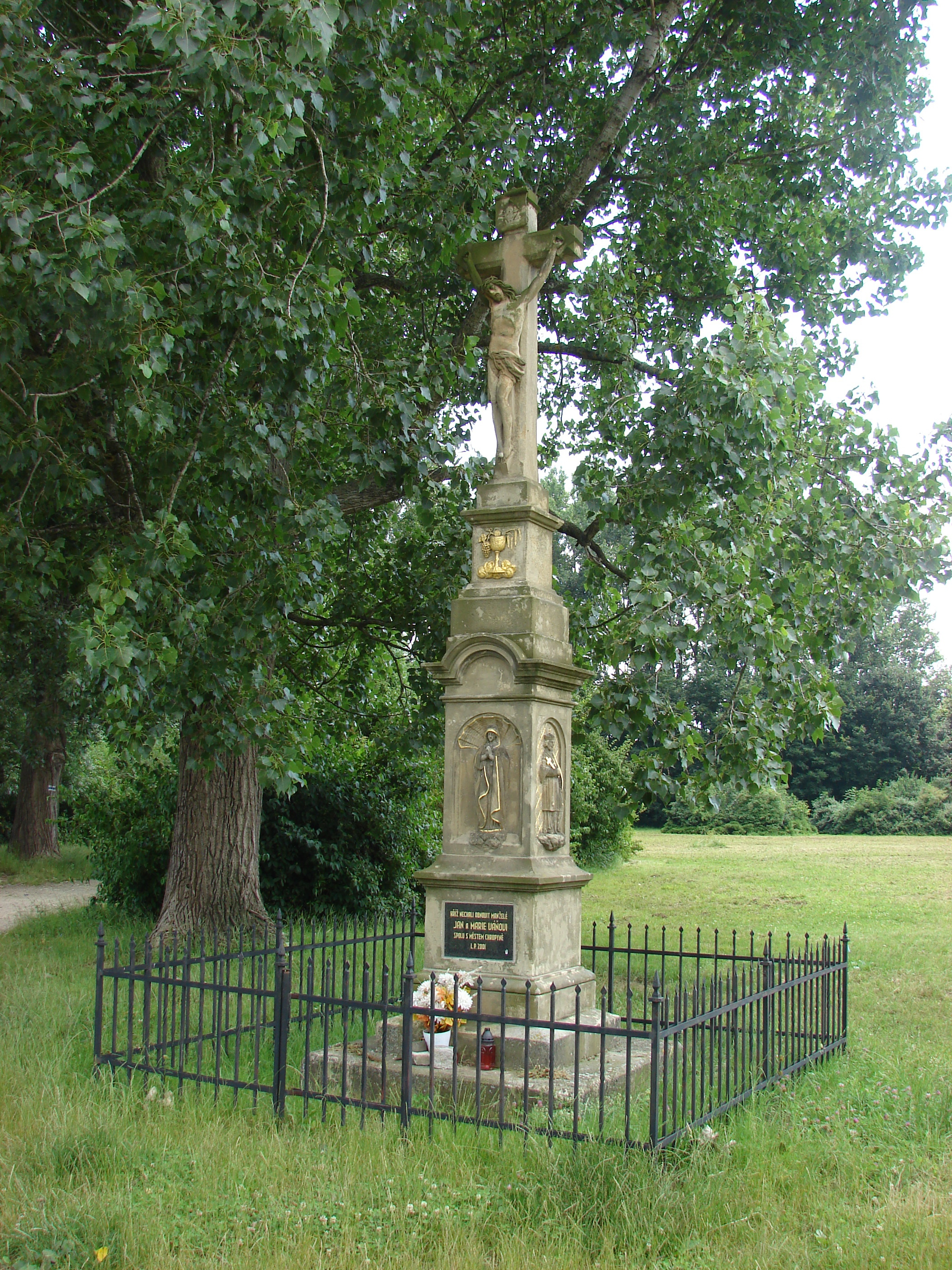
Chropyně kamenný kříž z roku 1903
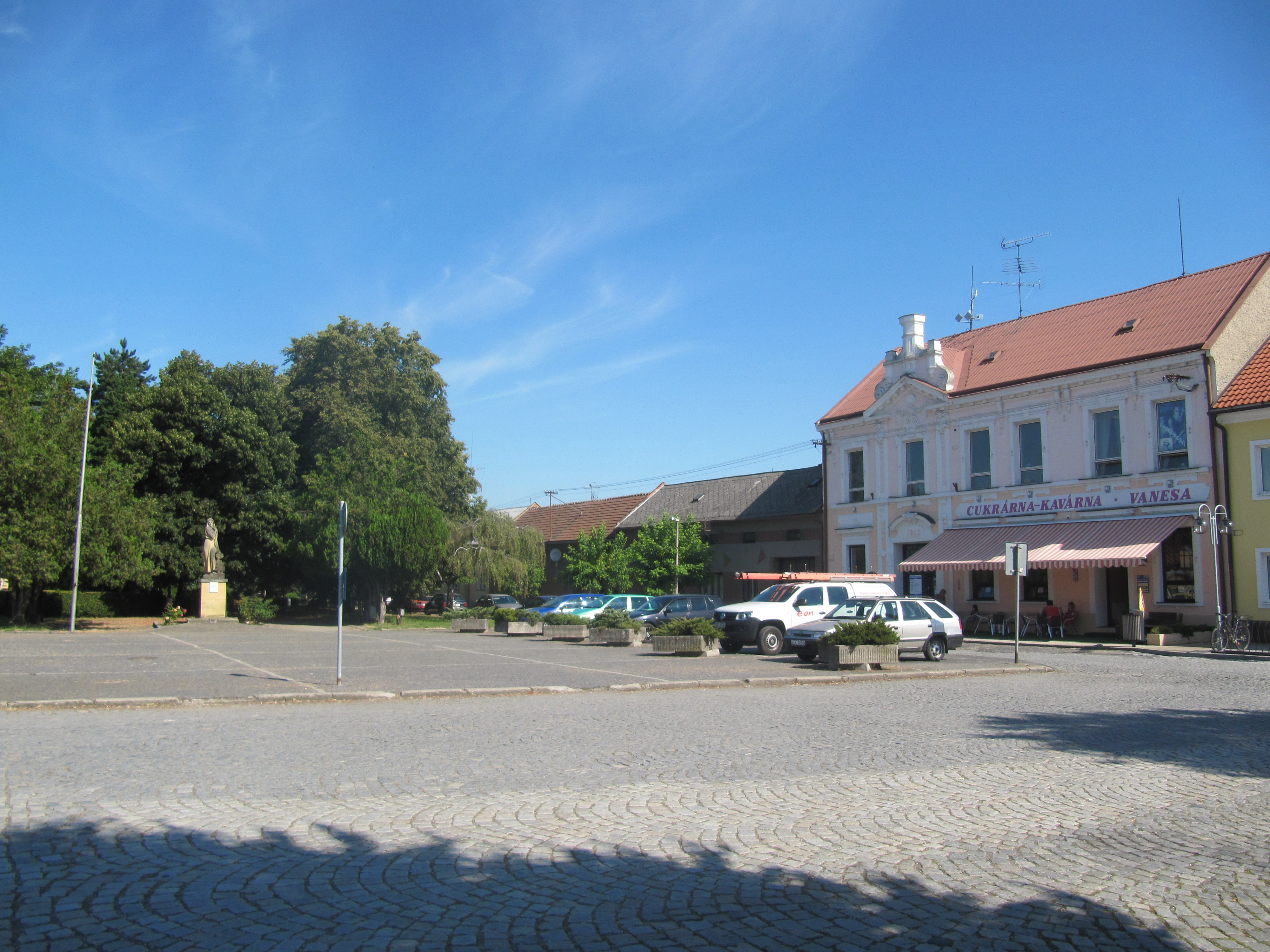
Náměstí Svobody
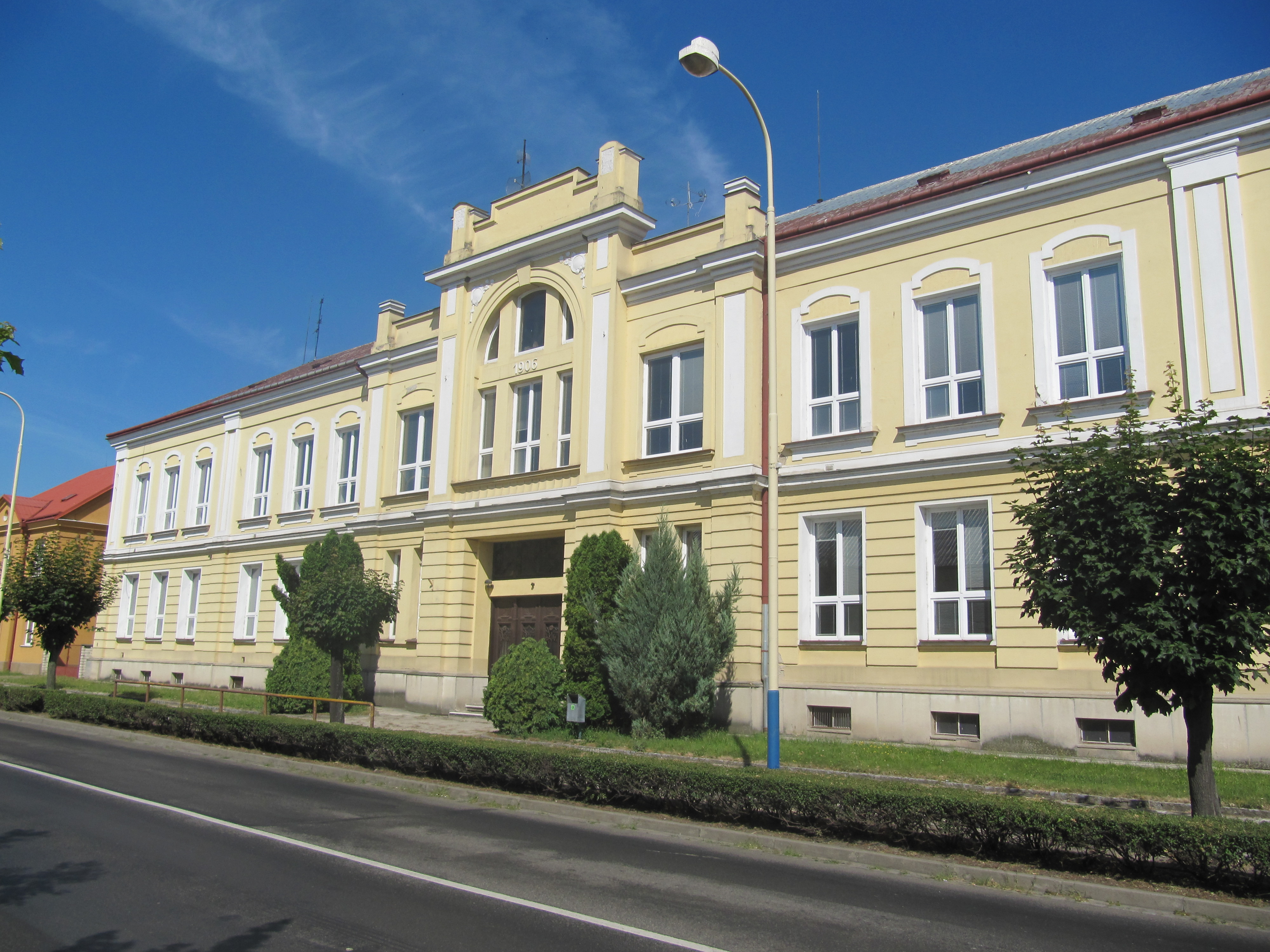
Základní škola
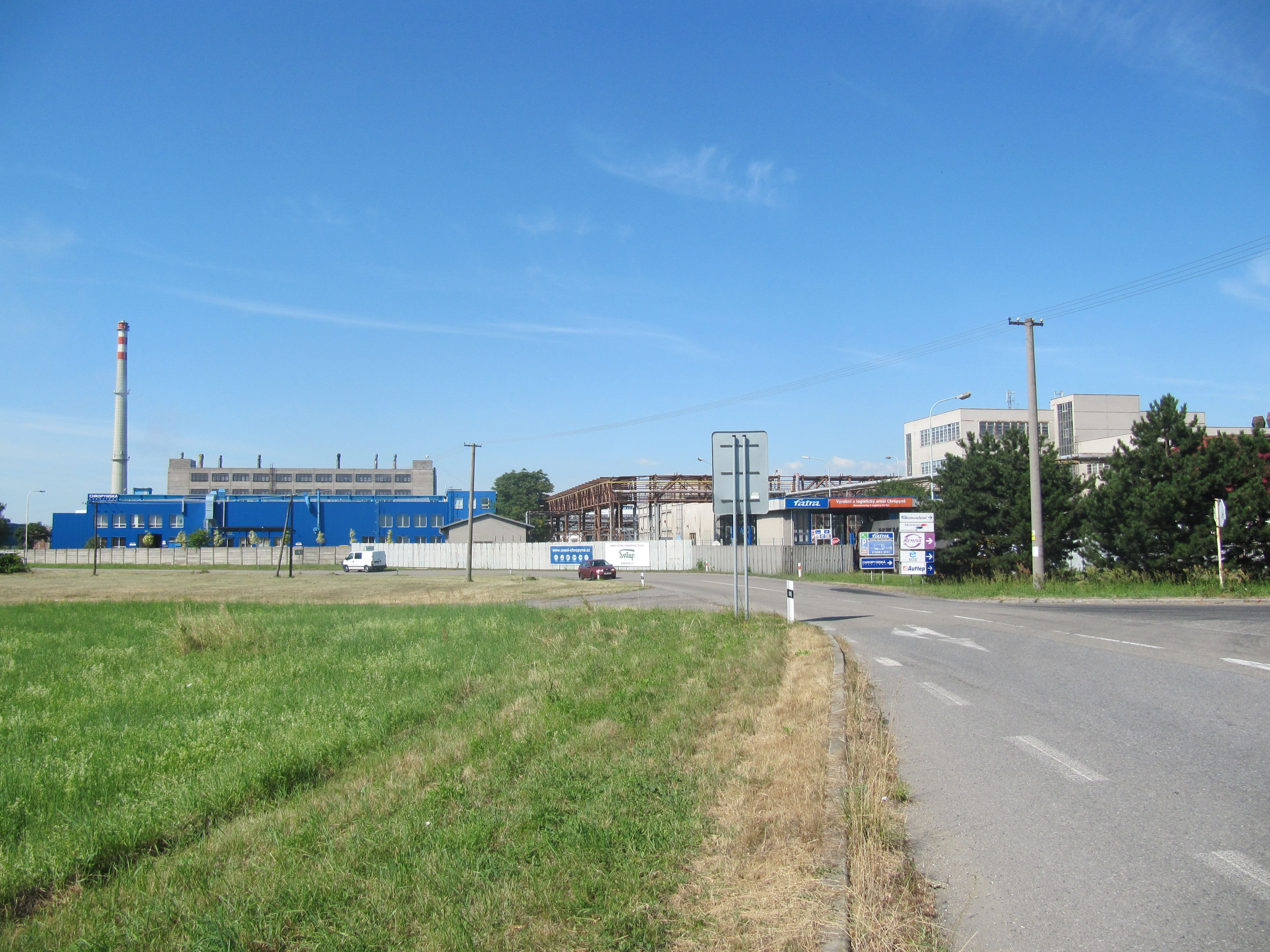
Fatra, Inc. - establishment Chropyně
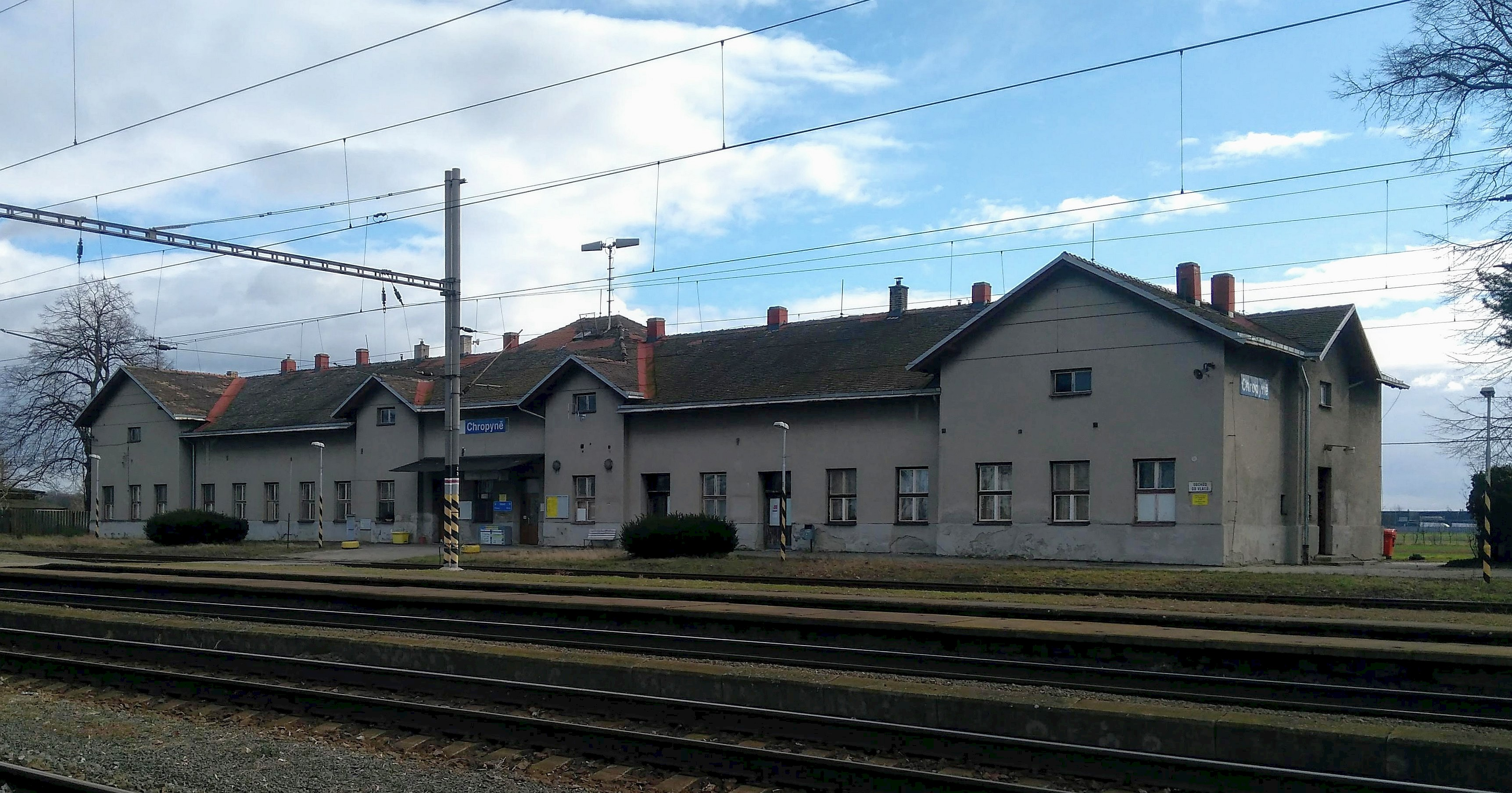
Chropyně (nádraží)
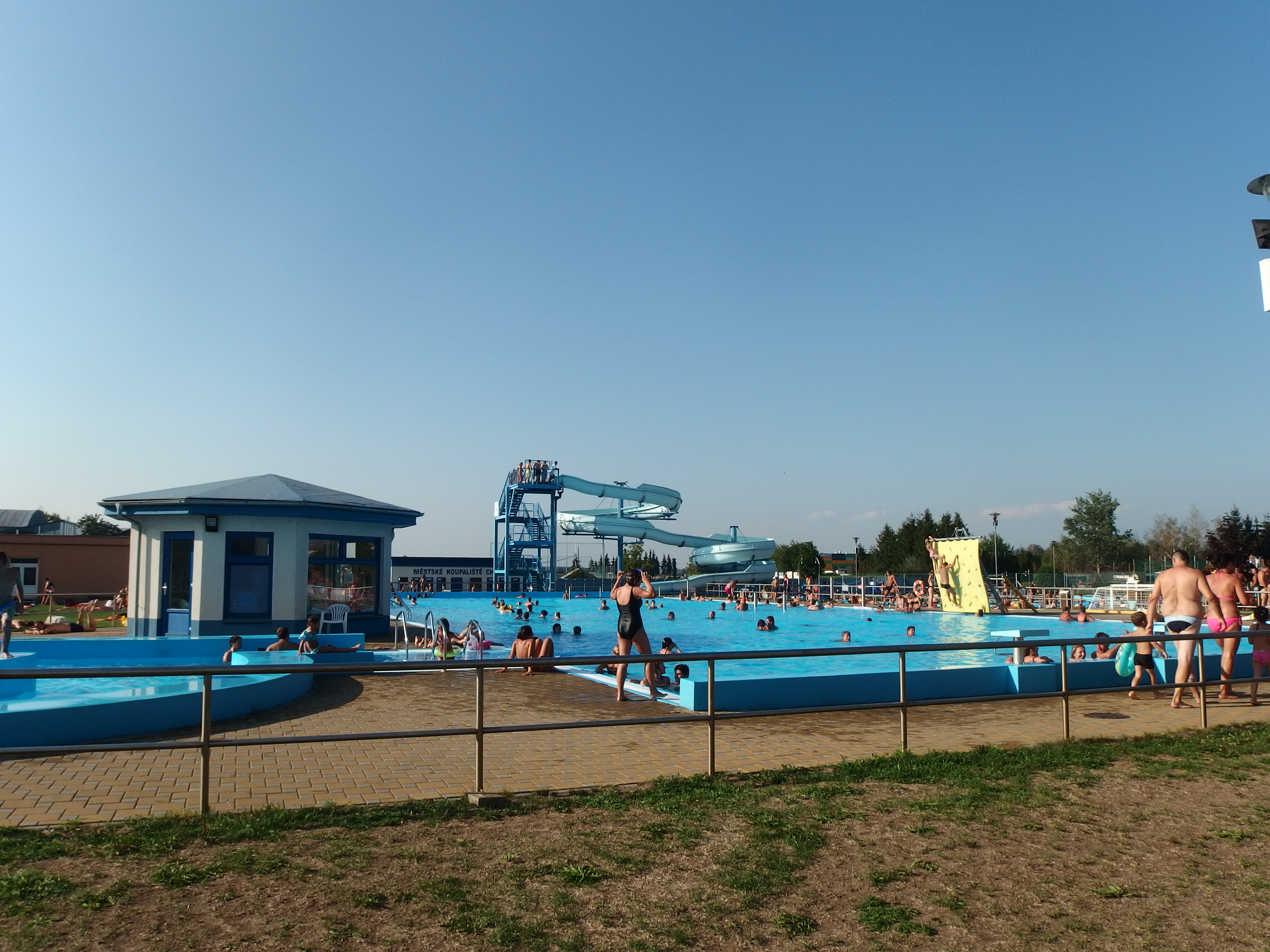
Městské koupaliště

## Rodáci
- Josef Beran (1916–1989), malíř
- Emil Filla (1882–1953), akademický malíř
- Josef Filgas (1908–1981), rozhlasový reportér, fejetonista a spisovatel
- Hubert Havránek (1887–1970), právník, katolický spisovatel, básník, fejetonista
- Vojtěch Lukaštík (1921–1943), československý voják a příslušník výsadkové skupiny Intransitive
- René Spálený (1905–1974), biolog, botanik, zahrádkář
- Helena Železná-Scholzová (1882–1974), sochařka a pedagožka